# تيرك إيفنز
تيرك إيفنز (بالإنجليزية: Tyreke Evans)‏ مواليد 19 سبتمبر 1989، هو لاعب كرة سلة أمريكي يلعب مع فريق نيو أورلينز بيليكانز في الرابطة الوطنية لكرة السلة ويحمل الرقم 1. يبلغ طوله 6 قدم 6 بوصة (2.0 م).

## فرق لعب لها
- سكرامنتو كينغز
- نيو أورلينز بيليكانز

## روابط خارجية
- تيرك إيفنز على موقع إن بي أي (الإنجليزية)
- تيرك إيفنز على موقع سبورتس رفرنس (الإنجليزية)
- تيرك إيفنز على موقع كرة السلة الأوروبية.كوم (الإنجليزية)
- تيرك إيفنز على موقع إي إس بي إن.كوم (الإنجليزية)
- تيرك إيفنز على موقع كلية كرة السلة في سبورتس رفرنس.كوم (الإنجليزية)
- تيرك إيفنز على موقع ريلجم (الإنجليزية)
- تيرك إيفنز على موقع بروبوليرز (الإنجليزية)
- تيرك إيفنز على موقع سبورتس رفرنس (الإنجليزية)